# زیرشبکه
زیر شبکه (به انگلیسی: subnetwork)، زیرشاخه‌ای مشهود از یک IP شبکه است. به شیوه تقسیم یک شبکه به دو یا چند شبکه دیگر زیرشبکه‌بندی (به انگلیسی: Subnetting) می‌گویند.

عملیات زیرشبکه‌بندی به زبان ساده

همهٔ رایانه‌های متعلق به یک زیرشبکه با یک نگاشت بیت  مشترک و مشخص در آدرس IP داده می‌شوند که باعث می‌شود آدرس IP در طی یک تقسیم معقول به دو ناحیه تبدیل گردد که شامل یک شبکه یا پیشوند مسیریابی  و بخش دیگر یا شناسه میزبان  می‌باشد که این بخش یک شناسه برای میزبان مخصوص یا رابط شبکه است.
پیشوند مسیریابی در تعریف می‌شود که به عنوان بخش اول آدرس در شبکه نوشته می‌شود، در ادامه با یک (/) جدا شده و در انتها با طول بیت پیشوند آورده می‌شود.
برای نمونه: ۱۹۲.۱۶۸.۱.۰/۲۴ پیشوند نسخه ۴ پروتکل اینترنت  که در شروع شبکه در آدرس داده شده‌است، دارای ۲۴ بیت مختص است؛ و ۸ بیت باقی‌مانده برای آدرس دادن میزبان  ذخیره می‌شود. مشخصات آدرس IPv6 2001:db8::/32 با ۲۹۶ آدرس و یک پیشوند مسیریابی ۳۲ بیتی، یک بلوک آدرس بزرگ است.
برای IPv4، یک شبکه با ماسک زیرشبکه  خودش هم متمایز و شناسایی می‌شود. ماسک زیرشبکه بیت‌مپ  است، هنگامی که توسط یک عملیات AND منطقی برای هر آدرس آی‌پی در شبکه به کار گرفته می‌شود محصولش یک پیشوند مسیریابی ست. ماسک‌های زیرشبکه همانند یک آدرس، در نشانه گذاری نقطه و اعشار  نیز تعریف می‌شوند. برای مثال: ۲۵۵.۲۵۵.۲۵۵.۰ یک ماسک شبکه برای پیشوند ۱۹۲.۱۶۸.۱.۰/۲۴ است.
هنگامی که پیشوندهای مسیریابیِ  آدرس منبع و آدرس مقصد با هم متفاوت باشند، ترافیک بین زیرشبکه‌ها با دروازه‌های  ویژه جابه‌جا می‌شود. یک رهیاب  مرزهای معقول و فیزیکی بین زیرشبکه‌ها را ایجاد می‌نماید.
فواید زیرشبکه‌بندی هر شبکه موجود با هر طرح مستقر متفاوت است. در یک طرح تخصیص آدرس از اینترنت با استفاده از CIDR و در یک ساختار بزرگ، اختصاص فضای کافی برای آدرس لازم و ضروری‌ست. این طرح ممکن است کارآیی مسیریابی را افزایش بدهد، یا هنگامی که زیرشبکه‌ها توسط اشخاص مختلف در یک ساختار بزرگ‌تر به صورت اداری کنترل می‌شوند، در مدیریت شبکه مزایایی داشته باشد. احتمال دارد زیرشبکه‌ها در یک معماری سلسله وار و منطقی مرتب شده باشند. بخش‌بندی فضای آدرس، شبکهٔ سازمان را به یک ساختار درخت مانند مسیریابی بدل می‌کند.

## آدرس‌دهی و مسیریابی شبکه
رایانه‌هایی که در یک شبکه همانند اینترنت حضور دارند هر یک حداقل دارای یک آدرس منطقی هستند. معمولاً هر وسیله دارای یک آدرس مختص به خود است که می‌تواند توسط سرور یک شبکه به‌طور خودکار با یک قرارداد پیکربندی پویای میزبان  سازمان‌دهی شود. که به صورت دستی توسط یک مجری و به صورت خودکار توسط stateless address auto configuration انجام می‌شود.
یک آدرس وظیفه شناسایی میزبان و مکان آن در شبکه را داراست. رایج‌ترین معماری آدرس شبکه، پروتکل اینترنت نسخه ۴ است، امّا استفاده از جانشین آن یعنی IPv6 دقیقاً از سال ۲۰۰۶ به صورت چشم‌گیری گسترش یافته‌است. آدرس IPv4 متشکل از ۳۲ بیت، برای خوانایی در یک فرم متشکل از ۴ رقم اعشار آکتت و جدا شده با نقطه‌ها نوشته می‌شود که به این سیستم، نشانه‌گذاری نقطه و اعشار dot-decimal notation گفته می‌شود. آدرس IPv6 IPv6 address متشکل از ۱۲۸ بیت در یک نشانه گذاری بر مبنای ۱۶ و گروه‌بندی ۱۶ بیتی و جدا شده با دونقطه (:) نوشته می‌شود.
به منظور مدیریت شبکه، آدرس IP به دو بخش منطقی تقسیم می‌شود به نام‌های: پیشوند شبکه و شناسه میزبان یا " بخش دیگر". همهٔ میزبان‌های روی یک زیرشبکه دارای پیشوند شبکه یکسان می‌باشند. این پیشوند مسیریابی قابل توجه‌ترین بیت آدرس را اشغال می‌کند. میزان بیت تخصیص داده شده درون یک شبکه برای یک پیشوند مسیریابی داخلی، بسته به معماری شبکه ممکن است بین زیرشبکه‌ها متفاوت باشد. هنگامی که در IPv6 یک پیشوند باید شامل مجموعه‌ای از بیت‌های یک هم‌جوار باشد، این در IPv4 اجباری نیست. استفاده از بیت‌های یک غیر هم‌جوار فایده‌ای نیز ندارد. بخش میزبان، یک شناسایی خاص محلی است و همین‌طور یک شماره میزبان روی شبکهٔ محلی یا شناسه رابط است.
این ساختار آدرس‌دهی منطقی به مسیریابی گزینشی اجازه می‌دهد که اگر پیشوندهای شبکه مبدأ و مقصد با میزبان‌ها متفاوت باشند، از بسته‌های IP از میان شبکه‌های چندگانه توسط دروازه‌های مخصوص رایانه‌ها -که ره‌یاب نامیده می‌شود- به میزبان هدف گذر کنند، و اگر آن‌ها یکسان باشند مستقیماً به میزبان هدف روی شبکهٔ محلی فرستاده می‌شود. رهیاب‌ها از مرزهای منطقی و فیزیکی بین زیرشبکه‌ها متشکل می‌شوند و هم‌چنین ترافیک بین آن‌ها را مدیریت می‌کنند. هر زیرشبکه توسط یک ره‌یاب پیش‌فرض تعیین شده، سرویس داده می‌شود. اما احتمال دارد که به صورت داخلی شامل Ethernet چندگانه فیزیکی، با قسمت‌های مرتبط به هم توسط کلیدها یا پل‌های شبکه network switches یا network bridges. باشد.
پیشوند مسیریابی یک آدرس در یک فرم مشابه به آدرس خودش نوشته می‌شود که این ماسک شبکه یا ماسک زیر شبکه آدرس نامیده می‌شود. به‌طور مثال، یک مشخصه از چشم‌گیرترین آدرس ۱۸ بیتی IPv4 11111111.11111111.11000000.00000000 به صورت ۲۵۵٫۲۵۵٫۱۹۲٫۰ نوشته می‌شود. اگر این ماسک به یک زیرشبکه درون یک شبکه بزرگ‌تر تخصیص داده شود به آن ماسک زیر شبکه نیز می‌گویند. هرچند این نوع از علامت گذاری ماسک شبکه فقط برای شبکه‌های IPv4 استفاده می‌شود.
نوع پیشرفته و استاندارد برای تخصیص پیشوند شبکه، نشانه گذاری CIDR CIDR notation است که برای هر دو IPv4 و IPv6 استفاده می‌شود. در این روش تعداد بیت‌های یک پیشوند شمرده می‌شود و این عدد پس از یک علامت اسلش جداکننده (/) به آدرس اضافه می‌شود:
- ۱۹۲.۱۶۸.۰.۰، ماسک شبکه ۲۵۵.۲۵۵.۲۵۵.۰ که به صورت ۱۹۲.۱۶۸.۰.۰/۲۴ نوشته می‌شود.
- در IPv6، 2001:db8::/۳۲ آدرس 2001:db8:: را تخصیص می‌دهد و پیشوند شبکه اش شامل مهم‌ترین ۳۲ بیت می‌شود.

این نشانه گذاری با سی‌آی‌دی‌آر در RFC 4632 معرفی شد. در IPv6، این تنها نوع علامت گذاری قابل قبول شبکه یا پیشوند مسیریابی‌ست.
در classful networking، در IPv4، مقدم بر معرفی CIDR، می‌شود پیشوند شبکه را مستقیماً بر اساس بالاترین بیت در توالی اش از آدرس IP به دست آورد. از این طریق ابتدا کلاس آدرس (A, B, C) و در ادامه ماسک شبکه مشخص می‌شود. از هنگام معرفی CIDR، تخصیص یک آدرس IP به یک رابط شبکه، نیازمند دو پارامتر آدرس و ماسک شبکه اش است.
در IPv4، هنگامی که یک آدرس نتواند از یک پیشوند روی لینک قطع رابطه کند، به سادگی یک لینک معین برای آدرس IP، توسط آدرس و وضعیت ماسک شبکه داده می‌شود. ولی برای IPv6، این لینک معین در جزئیات متفاوت است و به ان‌دی‌پی احتیاج دارد. تخصیص آدرس IPv6 به یک رابط -به استثناء آدرس‌های محلی لینک- احتیاجی به هماهنگی با پیشوند روی لینک ندارد.
در حالی که زیرشبکه‌بندی ممکن است کارآیی شبکه را در یک شبکهٔ سازمان یافته افزایش دهد، پیچیدگی مسیریابی را نیز بیشتر می‌کند، چون هر زیرشبکه محلی متصل، باید توسط یک ورودی جدا در جدول‌های مسیریابی routing tables مربوط به هر ره‌یاب متصل، نشان داده شود. در هر حال با یک طرح دقیق از شبکه، ره‌یاب‌ها می‌توانند به مجموعه‌ای از زیرشبکه‌های دورتر درون شاخه‌های یک درخت طبقه‌بندی شده اضافه شوند. قابلیت VLSM در ره‌یاب‌های تجاری، معرفی CIDR را در میان اینترنت و تشکیلات شبکه‌ها یکپارچه می‌سازد.

## زیرشبکه بندی آی‌پی نسخه ۴
فرایند زیرشبکه‌بندی، فرایندی‌ست که شامل جداسازی شبکه و زیرشبکه آدرس از شناسه میزبان می‌شود. این فرایند توسط عملیات bitwise AND بین آدرس IP و ماسک زیرشبکه انجام می‌گیرد. نتیجه این فرایند آدرس شبکه یا پیشوند است به علاوه یک باقی‌مانده که شناسه میزبان است.

### تعیین پیشوند شبکه
یک ماسک شبکه IPv4، شامل ۳۲ بیت، یک توالی از یک‌ها (۱) به همراه یک بلوک (۰) می‌باشد. بلوک صفرها بخشی را به عنوان شناسه میزبان تخصیص می‌دهد.
مثال زیر جدایی یک شناسه میزبان و پیشوند شبکه را از آدرس (۱۹۲.۱۶۸.۵.۱۳۰) نشان می‌دهد و به /۲۴ ماسک شبکه (۲۵۵.۲۵۵.۲۵۵.۰) مرتبط می‌شود. این عملیات در یک جدول به طریق آرایش binary نشان داده می‌شود.
عملیات ریاضی به منظور محاسبه پیشوند شبکه با bitwise AND آدرس IP و ماسک زیرشبکه است. نتیجه این عملیات منجر به پیشوند شبکه ۱۹۲.۱۶۸.۵.۰ و عدد میزبان ۱۳۰ می‌شود.

### زیرشبکه‌بندی
زیرشبکه‌بندی فرایندی‌ست که بخشی از بیت‌های بالا مرتبه از قسمت معین میزبان با ماسک شبکه از ماسک زیرشبکه، گروه‌بندی می‌شوند. این عمل، شبکه را به زیرشبکه‌های کوچک‌تر تقسیم می‌کند. نمودار زیر، مثال را با حرکت دو بیت از بخش میزبان به ماسک زیرشبکه به شکل ۴ زیرشبکه کوچک‌تر که یک چهارم اندازه قبلی خود هستند، توصیف می‌کند.
|              | به صورت باینری                      | به صورت اعشار نقطه‌ای |
| ------------ | ----------------------------------- | -------------------- |
| نشانی آی‌پی   | 11000000.10101000.00000101.10000010 | 192.168.5.130        |
| ماسک زیرشبکه | 11111111.11111111.11111111.11000000 | 255.255.255.192      |
| پیشوند شبکه  | 11000000.10101000.00000101.10000000 | 192.168.5.128        |
| بخش هاست.    | 00000000.00000000.00000000.00000010 | 0.0.0.2              |

### آدرس‌ها و زیرشبکه‌های خاص
نسخه ۴ پروتکل اینترنت قالب‌های معینی از آدرس‌ها را استفاده می‌کند که به منظور بازشناخت قابلیت ویژه آدرس هاست. اولین و آخرین زیرشبکه‌ها که توسط زیرشبکه‌بندی به وجودآمده‌اند در اوایل با پیامدهای خاص و در ادامه دارای یک ساختار ویژه بوده‌اند.
علاوه بر این IPv4، از همهٔ آدرس‌های میزبان "یک" استفاده می‌کند. برای مثال، از آخرین نشانه درون شبکه برای انتقال سیگنال‌ها به تمام شبکه‌های روی لینک استفاده می‌شود.

#### زیرشبکه صفر و همه زیرشبکه‌های یک
طریقه به وجود آمدن اولین زیرشبکه: از زیرشبکه‌بندی‌ای که همهٔ بیت‌ها را در یک گروه بیت زیرشبکه‌ها داراست و به صفر (۰) تنظیم می‌کند، به وجود آمده است. در نتیجه زیرشبکه (۰) نامیده می‌شود. آخرین زیرشبکه نیز به‌طور مشابه، از subnetting که همه بیت‌ها را در یک گروه بیت زیرشبکه داراست و آن را به (۱) تنظیم می‌کند، به دست آمده است. بنابراین زیرشبکه "تمام یک" نامیده می‌شود.
در اوایل IETF یا نیروی ضربت مهندسی اینترنت تولید این دو زیرشبکه را به دلیل اختلالات احتمالی ممنوع اعلام کرده بود که این اختلالات ناشی از آدرس یکسان شبکه و زیرشبکه می‌بود. در سال ۱۹۹۵، ممنوعیت زیرشبکه صفر و تمام زیرشبکه‌های یک توسط RFC 1878 در طی یک سند محرمانه منسوخ شد، گرچه الان سندی تاریخی‌ست.

### زیر شبکه و شمار هاست‌ها
تعداد زیرشبکه‌های موجود و تعداد احتمالی میزبان‌ها در یک شبکه را می‌توان به سرعت محاسبه کرد. در مثال فوق، دو بیت برای ایجاد زیرشبکه قرض داده شدند و بنابراین یک زیرشبکه ۴ (۲۲) احتمالی را به وجود آوردند.
| شبکه             | شبکه (باینری)                       | آدرس برادکست  |
| ---------------- | ----------------------------------- | ------------- |
| 192.168.5.0/26   | 11000000.10101000.00000101.00000000 | 192.168.5.63  |
| 192.168.5.64/26  | 11000000.10101000.00000101.01000000 | 192.168.5.127 |
| 192.168.5.128/26 | 11000000.10101000.00000101.10000000 | 192.168.5.191 |
| 192.168.5.192/26 | 11000000.10101000.00000101.11000000 | 192.168.5.255 |

در مشخصات RFC 950 توصیه می‌شود که ذخیره مقادیر زیرشبکه‌ای که شامل همهٔ صفرها و همهٔ هاست‌ها (برادکست)، باعث کاهش تعداد زیرشبکه‌های موجود می‌شود. در هر حال به دلیل ناکارآمدی این سنت، استفاده از آن در محیط عمومی اینترنت ممنوع اعلام شد، و مربوط به زمانی‌ست که با تجهیزات قدیمی که CIDR را اجرا نمی‌کنند، معامله می‌شود. تنها دلیل عدم استفاده از زیرشبکه تمام یک، مبهم بودن این زیرشبکه است در هنگامی که طول پیشوند در دسترس نیست. ابزار RFC و خود ۹۵۰، استفاده از زیرشبکه صفر را قانونی نمی‌کند هر چند متخصصان این را بهترین راه می‌دانند.
پروتوکل‌های مسیریابی پذیرای CIDR هم طول و هم پسوند را منتقل می‌کنند. RFC 1878 یک جدول زیرشبکه‌بندی به همراه مثال‌هایش در اختیارمان قرار می‌دهد.
بیت‌های باقی‌مانده پس از بیت‌های زیرشبکه، در آدرس دهی میزبان‌ها درون زیرشبکه استفاده می‌شوند. در مثال بالا، ماسک زیرشبکه درای ۲۶ بیت است که ۶ بیت را برای شناسه میزبان باقی می‌گذارد. این برای ۶۲ ترکیبات میزبان اجازه می‌دهد (۲۶-۲).
تمام مقادیر صفر و یک، به ترتیب برای آدرس شبکه و انتقال آدرس برادکست ذخیره می‌شوند. در سیستم‌هایی که CIDR توانایی رسیدگی دوتایی را دارد، میزان دسترسی به میزبان خیلی کمتر می‌شود تا دسترسی به زیرشبکه. این اتفاق موجب در دسترس قرارگیری تمام زیرشبکه‌های 2n و حذف نیاز به تفریق تمام زیرشبکه‌های دوتایی‌ست.
به‌طور مثال، زیر CIDR /28، همهٔ زیرشبکه‌های ۱۶ قابل استفاده‌اند. هر انتقال، مثلاً .۱۵ .۳۱ - .۲۵۵ حساب مشتری را حذف می‌کند –و نه شبکه- و آخرین زیرشبکه را قابل استفاده می‌نماید.
فناوری قدیمی قادر به استفاده از پیش فرض CIDR در تطابق با استانداردهای RFC 1878، نمی‌باشد. که برای کم کردن زیرشبکه‌ها یکی در ابتدای دامنه و دیگری در انتهای آن لازم است. تا سال ۲۰۰۷ با تفریق سیسکو از فرمول زیرشبکه در زیرشبکه‌های به اصطلاح قابل استفاده، به این سردگمی دامن زده شد. رهیاب‌های سیسکو به صورت پیشفرض، به آدرس IP اجازهٔ الحاق به زیر شبکه صفر و پیکربندی روی رابط را نمی‌دهند.
معمولاً، 2h-۲ تعداد میزبان‌های در دسترس روی یک زیرشبکه است، طوری که h تعداد بیت‌های مصرفی در قسمت میزبان آدرس می‌باشد. همین‌طور تعداد زیرشبکه‌های در دسترس 2n است طوری که n تعداد بیت‌های مصرفی در قسمت شبکهٔ آدرس است. این استاندارد RFC 1878 است که توسط IETF، IEEE و COMPTIA استفاده می‌شود.
RFC 3021 استثنائی را برای این قانون در رابطه با ماسک زیر شبکه ۳۱ بیتی تصریح می‌کند که به این شرح است: شناسه میزبان، تنها یک بیتی ممکن برای دو آدرس مجاز است. در چنین شبکه‌هایی، معمولاً point-to-point links, تنها دو میزبان (در نقطه پایان) امکان اتصال دارند و مشخصه شبکه‌ها و پخش آدرس‌ها لازم نیست.
یک شبکهٔ /۲۴، ممکن است با افزایش موفقیت ماسک‌های زیرشبکهٔ یک بیتی، به چندین زیرشبکه تقسیم شود. در نتیجه، تعداد کلی میزبان‌هایی که در یک شبکه/۲۴ می‌توانند آدرس داده شوند، تحت تأثیر قرار می‌گیرند (آخرین ستون).
| اندازه پیشوند | مسک شبکه        | زیرشبکه‌های موجود | میزان قابل استفاده هاست در هر زیرشبکه | مجموع هاست‌های قابل استفاده در هر زیرشبکه |
| ------------- | --------------- | ---------------- | ------------------------------------- | ---------------------------------------- |
| /۲۴           | 255.255.255.0   | ۱                | ۲۵۴                                   | ۲۵۴                                      |
| /۲۵           | 255.255.255.128 | ۲                | ۱۲۶                                   | ۲۵۲                                      |
| /۲۶           | 255.255.255.192 | ۴                | ۶۲                                    | ۲۴۸                                      |
| /۲۷           | 255.255.255.224 | ۸                | ۳۰                                    | ۲۴۰                                      |
| /۲۸           | 255.255.255.240 | ۱۶               | ۱۴                                    | ۲۲۴                                      |
| /۲۹           | 255.255.255.248 | ۳۲               | ۶                                     | ۱۹۲                                      |
| /۳۰           | 255.255.255.252 | ۶۴               | ۲                                     | ۱۲۸                                      |
| /۳۱           | 255.255.255.254 | ۱۲۸              | ۲ *                                   | ۲۵۶                                      |

*فقط مربوط به لینک‌های نقطه به نقطه (point-to-point link)

## زیرشبکه‌بندی آی‌پی نسخه ۶
طراحی فضای آدرس IPv6 به‌طور قابل توجهی با IPv4 متفاوت است. مهم‌ترین دلیل برای subnetting در IPv4، بهبود کارآیی فضای کوچک در دسترس آدرس مربوط، خصوصاً شرکت هاست. در IPv6، همچنین محدودیتی وجود ندارد و فضای در دسترس آدرس بزرگ‌تر است و حتا در مورد کاربران نهایی، مورد محدودیت کننده‌ای موجود نیست.
یک پذیرای RFC 4291 زیرشبکه همیشه از آدرس‌های IPv6، ۶۴ بیتی برای قسمت میزبان استفاده می‌کند. بنابراین دارای یک پیشوند مسیریابی /۶۴ است. ((۱۲۸−۶۴ = ۶۴ بیشترین بیت. در حالی که عملاً استفاده از زیرشبکه‌های کوچک‌تر ممکن است، آن‌ها برای شبکه‌های کوچک محلی که بر اساس اترنت اند، بی‌فایده و غیرقابل استفاده‌اند. چون ۶۴ بیت برای پیکربندی خودکار آدرس بدون تابعیت لازم دارند. نیروی ضربت مهندسی اینترنت یا Internet Engineering Task Force، استفاده از زیرشبکه‌های /۱۲۷ را برای لینک‌های نقطه به نقطه که فقط دارای دو میزبان اند، توصیه می‌کند.
IPv6 قالب‌های مخصوص آدرس برای انتقال ترافیک یا اعداد شبکه را اجرا نمی‌کند، , در نتیجه همهٔ آدرس‌ها در یک زیر شبکه، آدرس‌های موجود زیرشبکه هستند. تمام آدرس‌های صفر، به عنوان آدرس هرکس (Anycast) روترهای زیرشبکه ذخیره می‌شوند.
سهمیه توصیه شده برای یک سایت مشتری IPv6 یک فضای آدرسی با یک پیشوند ۴۸ بیتی بود. در هر حال این توصیه برای تشویق بلوک‌های کوچک‌تر (مثلاً با پیشوند ۵۶ بیتی) بازنویسی شده‌است. یک سهمیهٔ معمول دیگر، پیشوند /۶۴ برای مشتریان خانگی شبکه است.
زیرشبکه‌بندی در IPv6 بر اساس مفهوم ساخت طول‌های متغیر زیرشبکه (VLSM) و روش CIDR می‌باشد که برای مسیریابی ترافیک بین فضاهای سهمیه جهانی؛ و درون شبکه‌های مشتریان بین زیرشبکه‌ها و اینترنت کاربرد دارد.